# Эспер, Марк
Марк То́мас Э́спер (англ. Mark Thomas Esper; род. 26 апреля 1964) — американский государственный и военный деятель, министр обороны США с 23 июля 2019 по 9 ноября 2020 года. Ранее занимал должность министра армии США (2017—2019).

## Биография
Родился 26 апреля 1964 г. в семье ливанца-маронита Томаса Джозефа Эспера и Паулины Рейган.
Окончил Военную академию США (1986), Школу управления им. Джона Ф. Кеннеди при Гарвардском университете (1995) и Университет Джорджа Вашингтона (2005). Служил офицером 101-й воздушно-десантной дивизии, участник войны в Персидском заливе. Владеет немецким и русским языками.

### Профессиональная карьера
С 1996 по 1998 год Эспер возглавлял аппарат консервативного аналитического центра Heritage Foundation. Затем работал штатным сотрудником сенатских комитетов по международным отношениям и по правительственным делам, а также помощником сенатора Чака Хэйгела. В 2002 году он стал заместителем помощника министра обороны по разработке планов ведения переговоров, отвечал за нераспространение ядерного оружия, контроль за вооружениями и вопросы международной безопасности. В 2004 году Эспер вернулся в Сенат, был советником лидера большинства Билла Фриста по национальной безопасности. С сентября 2007 по февраль 2008 года он работал на президентскую избирательную кампанию Фреда Томпсона.
С 2008 по 2010 год Эспер работал вице-президентом Торговой палаты США по Европе и Евразии, а в июле 2010 года он стал вице-президентом по связям с государственными органами в военно-промышленной компании Raytheon.
19 июля 2017 года президент США Дональд Трамп выдвинул Эспера на должность министра армии, причём он стал уже третьим кандидатом на этот пост — предложенные Трампом Винсент Виола и Марк Грин сняли свои кандидатуры. 15 ноября Сенат утвердил его 89 голосами против 6, а 20 ноября Эспер официально вступил в должность.

### В должности министра обороны США
После отставки Патрика Шэнахэна занял пост временно исполняющего обязанности Министра обороны США.
15 июля 2019 года президент Трамп официально представил кандидатуру Марка Эспера Сенату на утверждение в качестве нового министра обороны, а министра военно-морских сил Ричарда Спенсера назначил исполняющим обязанности министра обороны.
23 июля 2019 года кандидатура Марка Эспера была официально утверждена сенатом США 90 голосами против 8.
31 марта 2020 года заявил в интервью телеканалу CBS после обнаружения инфицированных COVID-19 в экипажах авианосцев «Теодор Рузвельт» (командир которого направил срочное послание командованию Военно-морских сил с просьбой о помощи) и «Рональд Рейган», что сложившаяся ситуация не угрожает безопасности Соединённых Штатов и что больным военнослужащим будет оказана вся необходимая помощь. Кроме того, он выразил мнение, что внешние враги США не смогут извлечь для себя какую-либо выгоду из коронавирусной пандемии, поскольку для них она представляет собой не меньшую проблему, чем для американцев.
3 июня 2020 года на брифинге в Пентагоне объявил прессе, что не поддерживает планов направления регулярных армейских частей на поддержание безопасности в связи с антирасистскими протестами, произошедшими после гибели афроамериканца Джорджа Флойда. Это заявление было воспринято как открытое дистанцирование от президента Трампа, заявившего ранее о возможности использования войск для восстановления общественного порядка.
9 ноября 2020 года президент Трамп неожиданно объявил об увольнении Эспера и назначении исполняющим обязанности министра обороны Кристофера Миллера.